# Opolski Bifyj

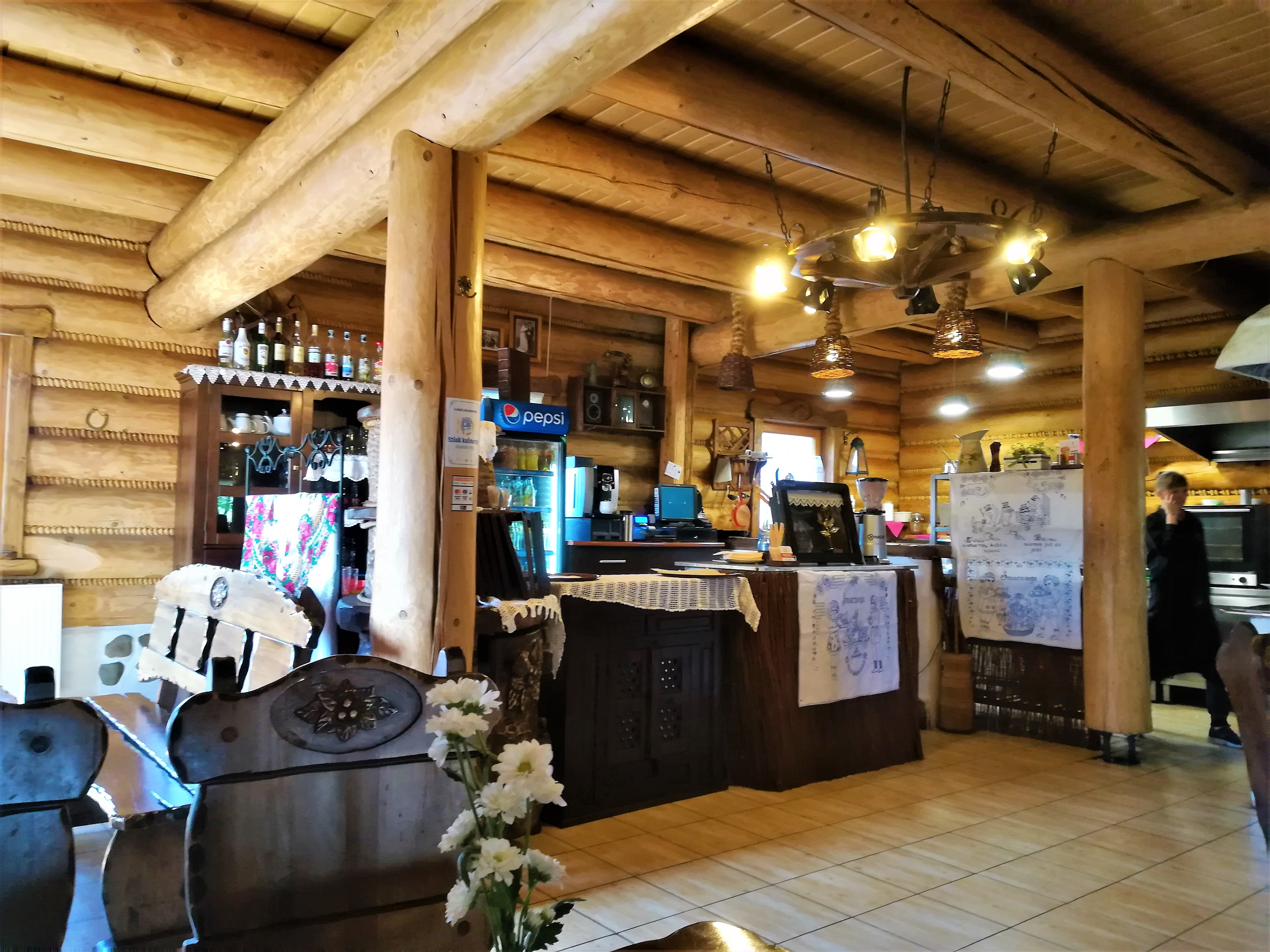
Karczma w Mirowszczyźnie (na lewym słupie widoczne oznaczenie szlaku)

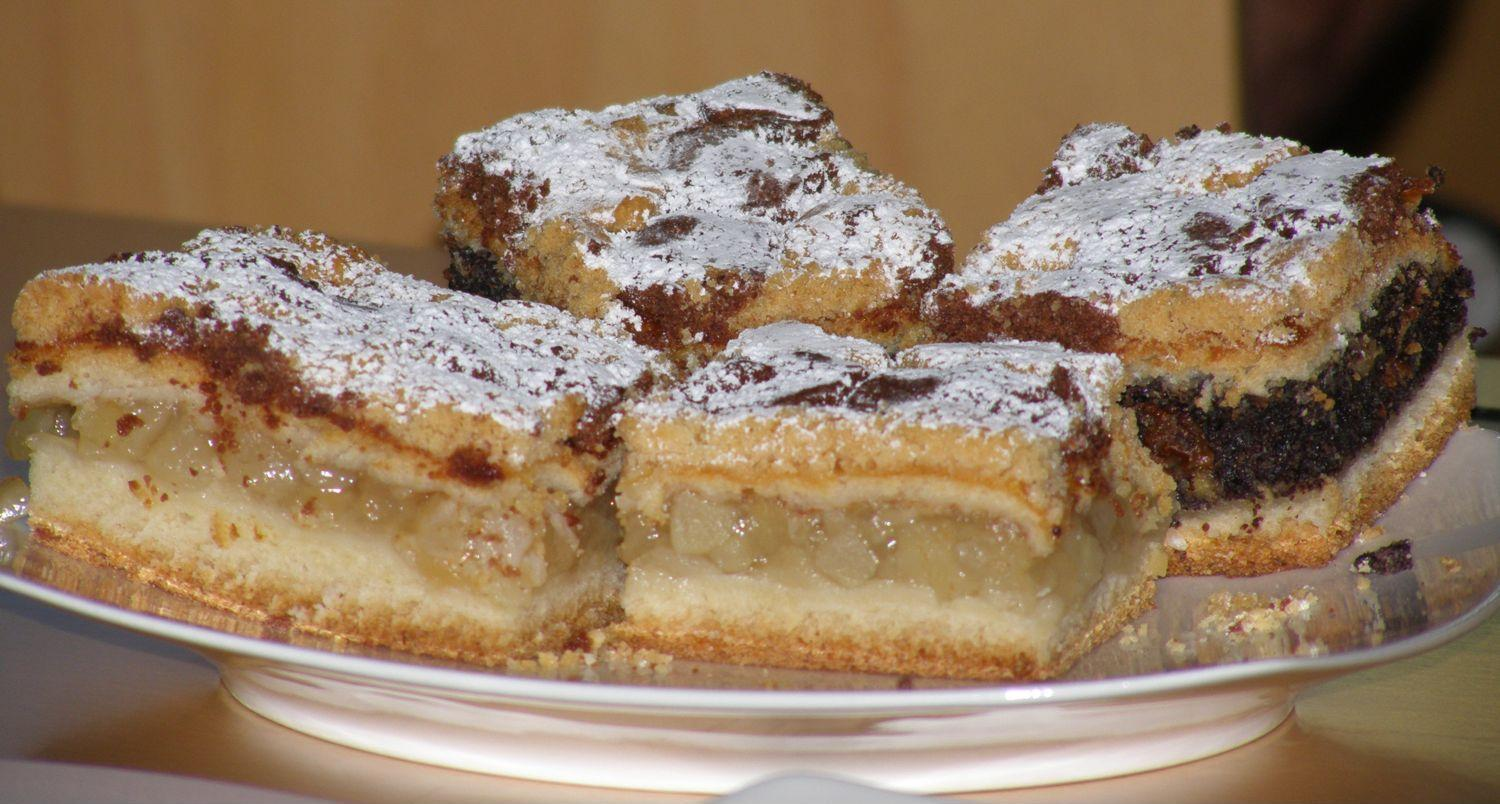
Kołocz śląski – ciasto z kuchni regionalnej

Opolski Bifyj – turystyczny szlak kulinarny na terenie województwa opolskiego.

## Charakterystyka
Produkt turystyczny został stworzony przez Opolską Regionalną Organizację Turystyczną, celem wypromowania opolskiej kuchni regionalnej, z jej wielokulturowymi wpływami – polskimi, niemieckimi, czeskimi i kresowymi. W projekcie uczestniczą restauracje i hotele oferujące tradycyjne dania, zwłaszcza wpisane na polską listę produktów tradycyjnych. Nazwa pochodzi od kredensu, komody – w języku śląskim był to bifyj, mebel znajdujący się w prawie każdej kuchni na Śląsku.

## Obiekty
Na szlaku znajdują się obiekty z następujących miejscowości:

- Opole,
- Bogacica,
- Głogówek,
- Grodziec (gmina Ozimek),
- Kamień Śląski,
- Kędzierzyn-Koźle,
- Kluczbork,
- Mirowszczyzna,
- Moszna,
- Niemodlin,
- Brzeg,
- Pawłowice,
- Pokrzywna,
- Stare Siołkowice,
- Strzelce Opolskie,
- Turawa,
- Większyce,
- Źlinice.

## Nagrody
Przyjazny przewodnik kulinarny - Opolski Bifyj (autorzy: Elżbieta Tomczyk-Miczka i Piotr Mielec) zdobył w 2015 główną Nagrodę Magellana w kategorii przewodnik kulinarny. Informator Opolski Bifyj wyróżniono w tym samym konkursie w 2016 w kategorii przewodnik kieszonkowy. 